# ツェーフェン
ツェーフェン または ツェーヴェン (ドイツ語: Zeven 発音) は、ドイツ連邦共和国ニーダーザクセン州のローテンブルク（ヴュンメ）郡に属す小都市で、エルスドルフ、ギフム、ヘースリンゲンとともに形成するザムトゲマインデ・ツェーフェンの本部所在地である。

## 地理
この街は、ブレーマーハーフェン、ブレーメン、ハンブルクの大都市トライアングルの中央に位置する。ツェーフェン市内をメーデ＝アウエ川が流れている。この川は市の約2km北でオステ川に注ぐ。中核市区の他、周辺のアスペ、バーデンシュテット、バーデミューレン、ブラウエル、ブリュッテンドルフ、オルデンドルフ、ヴィシュテットがこの都市に属している。

### 隣接市町村
| ブレーマーハーフェン (56km)           | ブレーマーフェルデ (24km)        | ハンブルク (72km) シュターデ (42km)       |
| オスターホルツ＝シャルムベック (41km) |                                  | ジッテンゼン (16km) トーシュテット (32km) |
| ブレーメン (46km)                     | ローテンブルク (ヴュンメ) (24km) | シェーセル (21km)                         |

## 歴史

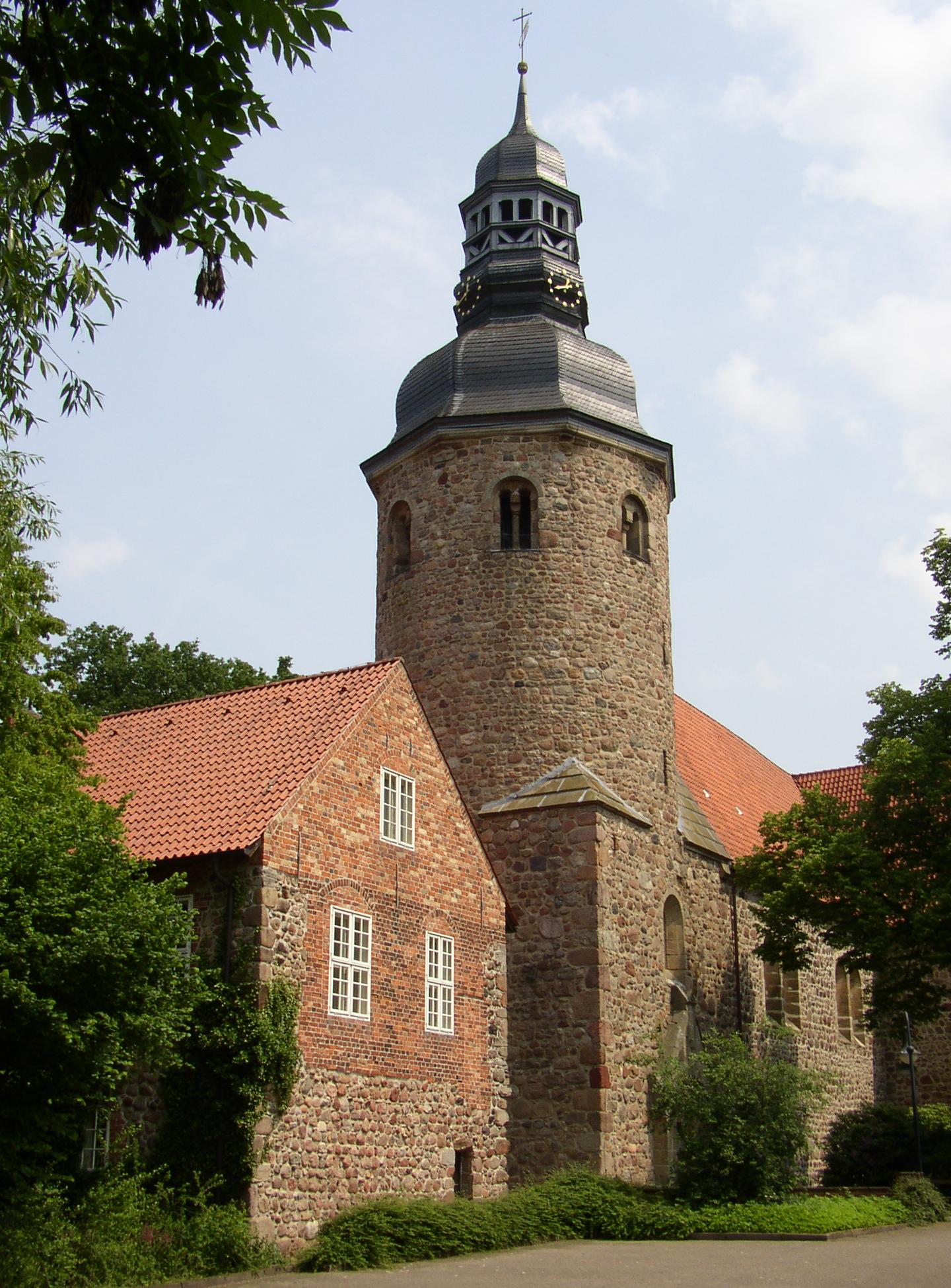
聖ヴィーティ教会と修道院の建物

ツェーフェンは近隣のヘースリンゲン修道院の最も古い記録簿に「kivinan à Heeslingen」として記録されているのが初出である。この修道院は1141年にはツェーフェンに移転して来た。その後、このツェーフェン修道院は集落にとって重要な役割を演じた。ツェーフェンは2つのできごとで歴史上知られている。1つは1694年5月のブレーメン市とスウェーデンとの代表者会談で、ブレーメン市およびブレーメン司教区の置かれた状況について話し合われた。もう1つは七年戦争中の1757年9月にハノーファー軍とフランス軍の司令官が合意した停戦のためのツェーフェン協定である。ただしこの協定はイギリス国王が受諾を拒否したため成立はしなかった。

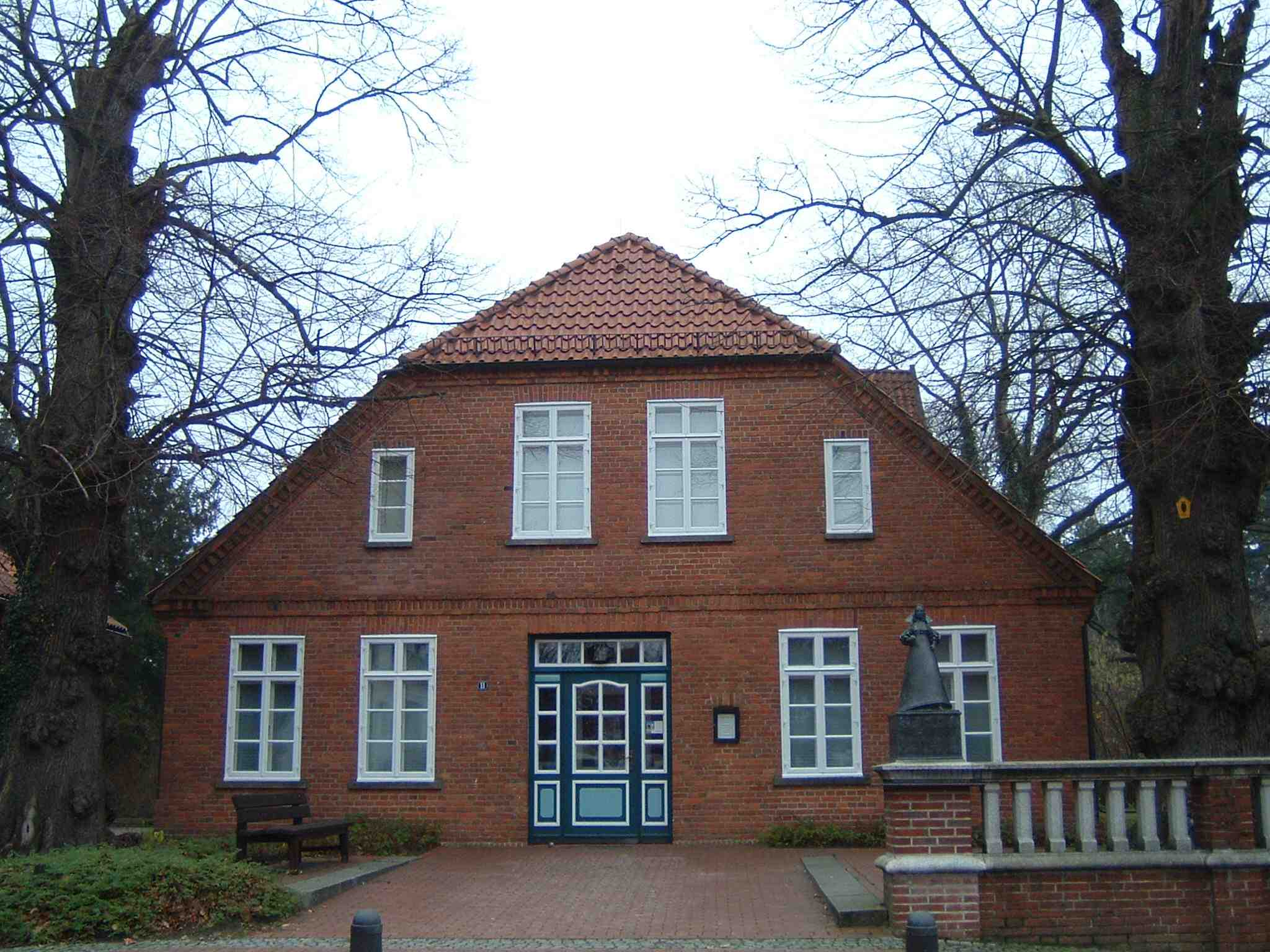
市内に現存する最古の世俗建築であるクリスティーネンハウス

ウィーン会議後、ツェーフェンはハノーファー王国に属した。ハノーファー王の命令により王国の測量を行っていたカール・フリードリヒ・ガウスは、1824年から1825年にかけてツェーフェンを訪れた。彼は聖ヴィーティ教会の教会塔から測量を行った。1866年からツェーフェンはプロイセン王国のハノーファー州の所属となった。この街は地方役場の所在地の地位を保持した。1885年からはツェーフェンにプロイセン王の地方評議会が置かれた。
当時の人口は、100年ほどの間常に1,200人前後の一定の値を保持していた。コレラの流行やアメリカへの移民などで、人口は増加しなかったのである。20世紀初めになると人口は増加した。1906年にツェーフェンからローテンブルク (ヴュンメ)への鉄道が開通し、オイルランプの街灯が灯った。1929年にツェーフェンの市政への移行が認可された。ツェーフェン郡は1932年に早くも廃止され、ブレーマーフェルデとともに、新しいブレーマーフェルデ郡に統合された。
第二次世界大戦前のツェーフェンの人口は3,233人であった。戦後になると人口は、難民の流入などにより、ほぼ倍増した。この街にはイギリス軍が駐留することとなり、その居住地も必要であったため深刻な住宅不足の状態に陥った。このため市域はこの戦後の時期に拡大していった。戦後ツェーフェンは重要な地方工業都市にもなった。市の南部のツェーフェン＝アスペ工業地区には全国的に知られる工業系企業が多く拠点を構えた。さらに市の北側にも工業地区（ノルト＝ヴェスト・リング）が整備された。
1965年にザムトゲマインデ・ツェーフェンが成立した。1977年にブレーマーフェルデ郡が廃止され、この街はローテンブルク（ヴュンメ）郡に属すこととなった。2001年から2002年に中核市部が新たに造られた。それまで交通量の多い通り抜け道路であったランゲ通りは歩行者専用道となり、交通機関はバイパス道路を通るよう改造がなされたのである。

### オランダ系住民
1963年から隣接するゼードルフ (ローテンブルク郡)にオランダ軍兵舎が設けられていた。そのオランダ人家族はほぼ全員がツェーフェンに住んでいた。このため、この街にはオランダ人向けの学校や事務所（ホラントハウス）があった。2006年にオランダのNATO軍はゼードルフから撤退し、家族の大部分はオランダに帰っていった。この兵舎はそれ以後ドイツ連邦軍が使用している。

## 文化と見所
- ツェーフェン修道院博物館

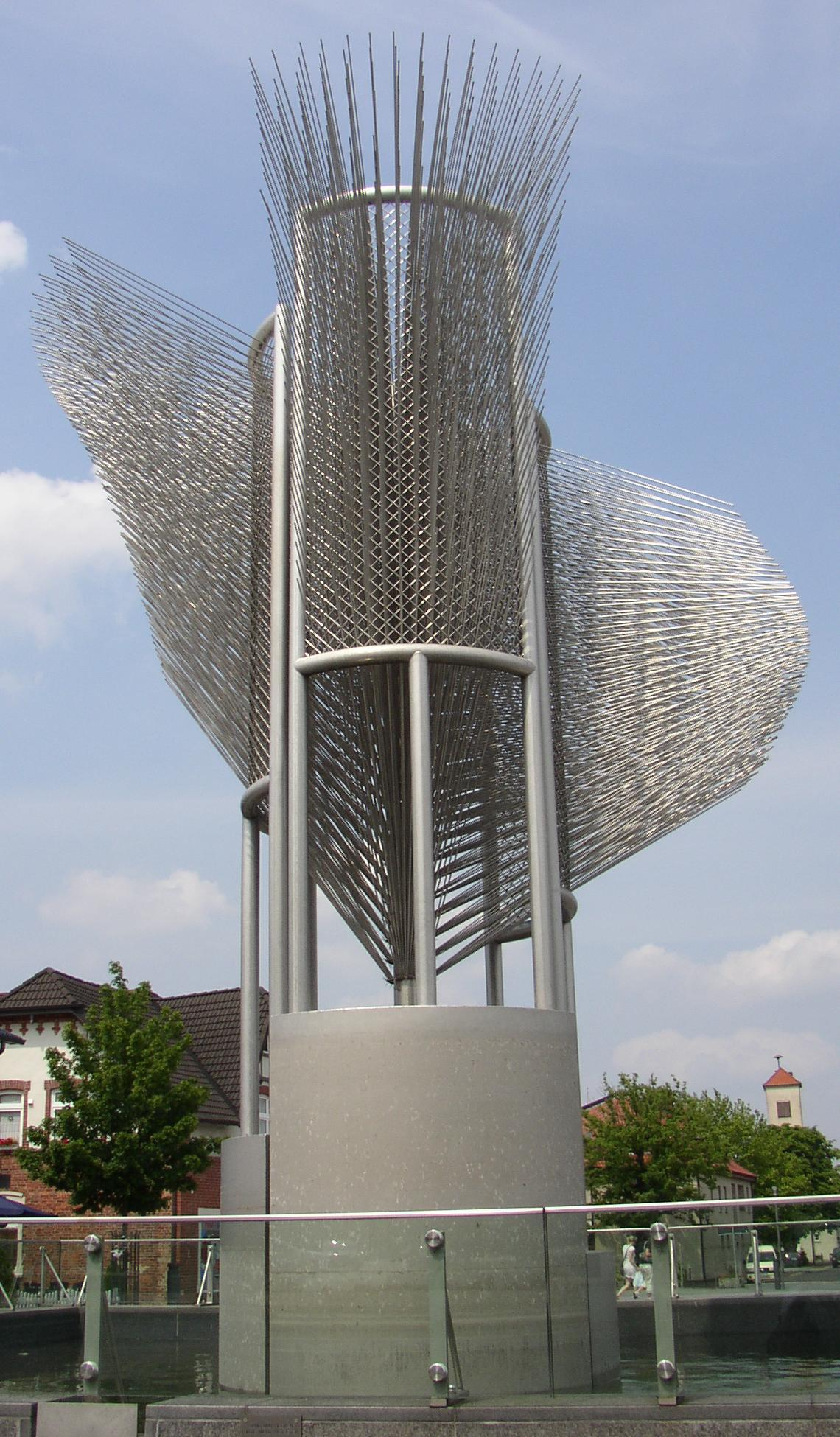
ヴィトゥスの泉

- クリスティーネン・ハウス: 「クリスティーネン」はスウェーデン女王クリスティーナを指す。
- 聖ヴィーティ教会
- 消防博物館
- ヴィトゥスの泉
- ガウスの部屋

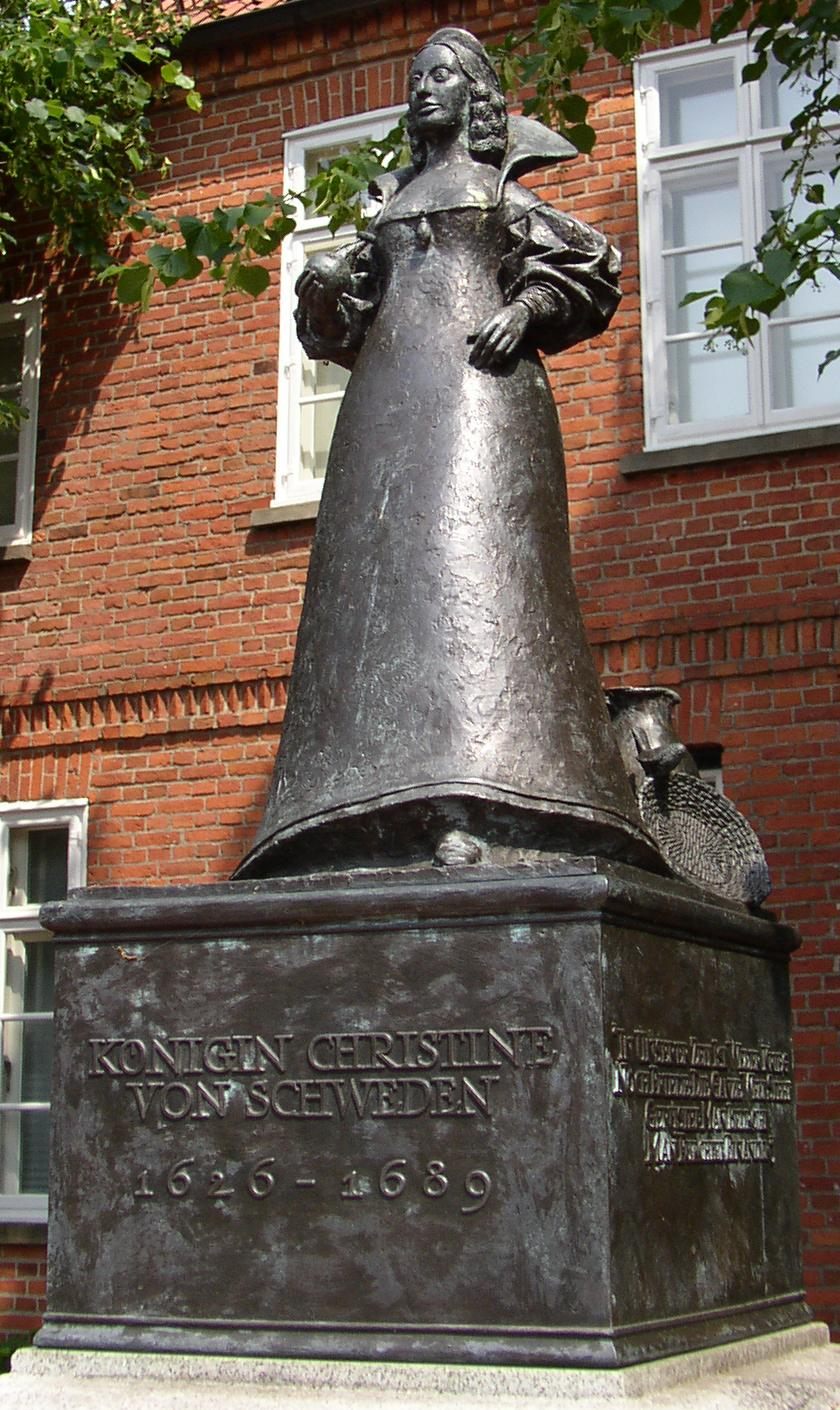
クリスティーネン・ハウス前に建つスウェーデン女王クリスティーナの像
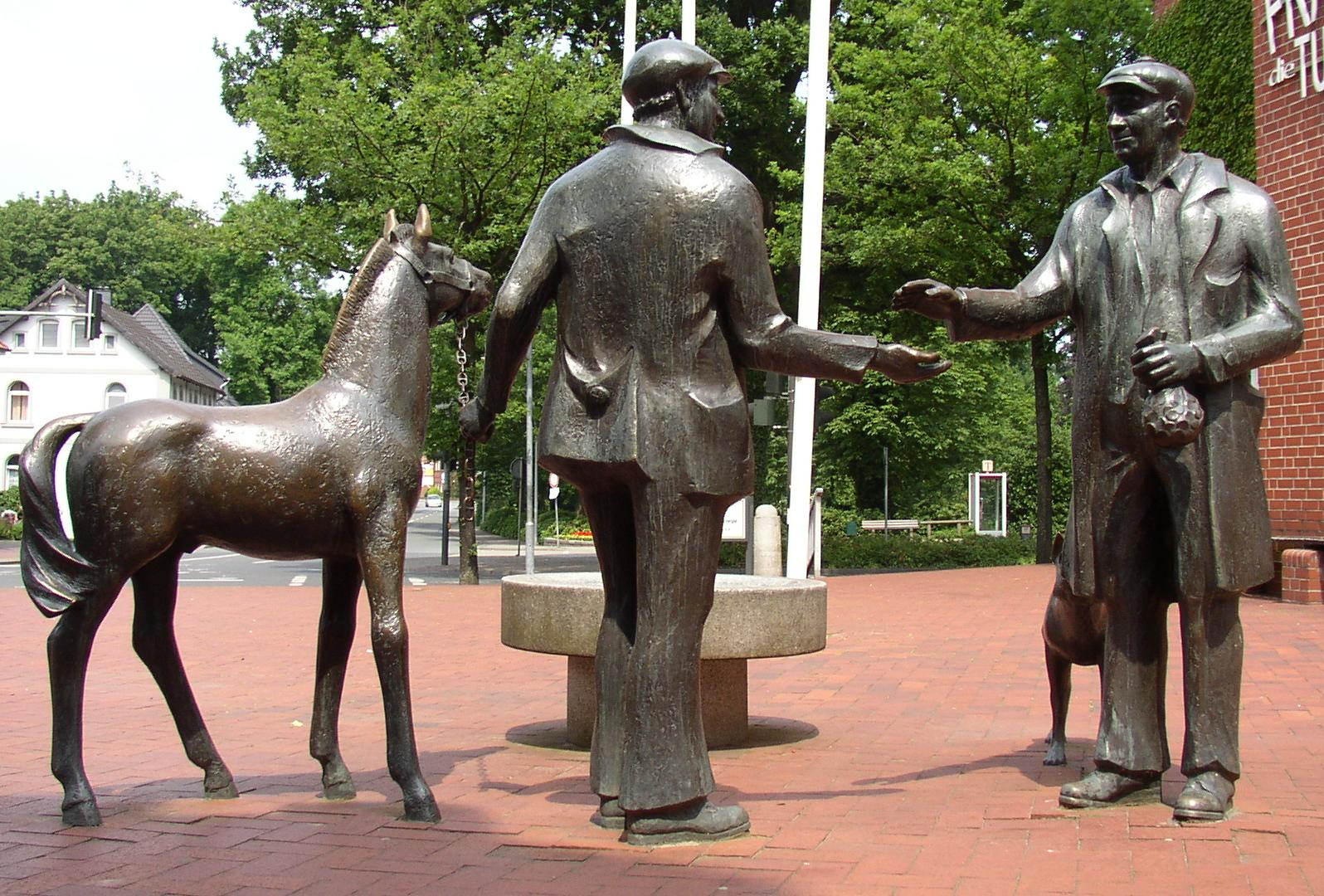
馬匹生産の伝統を伝える馬商人の泉
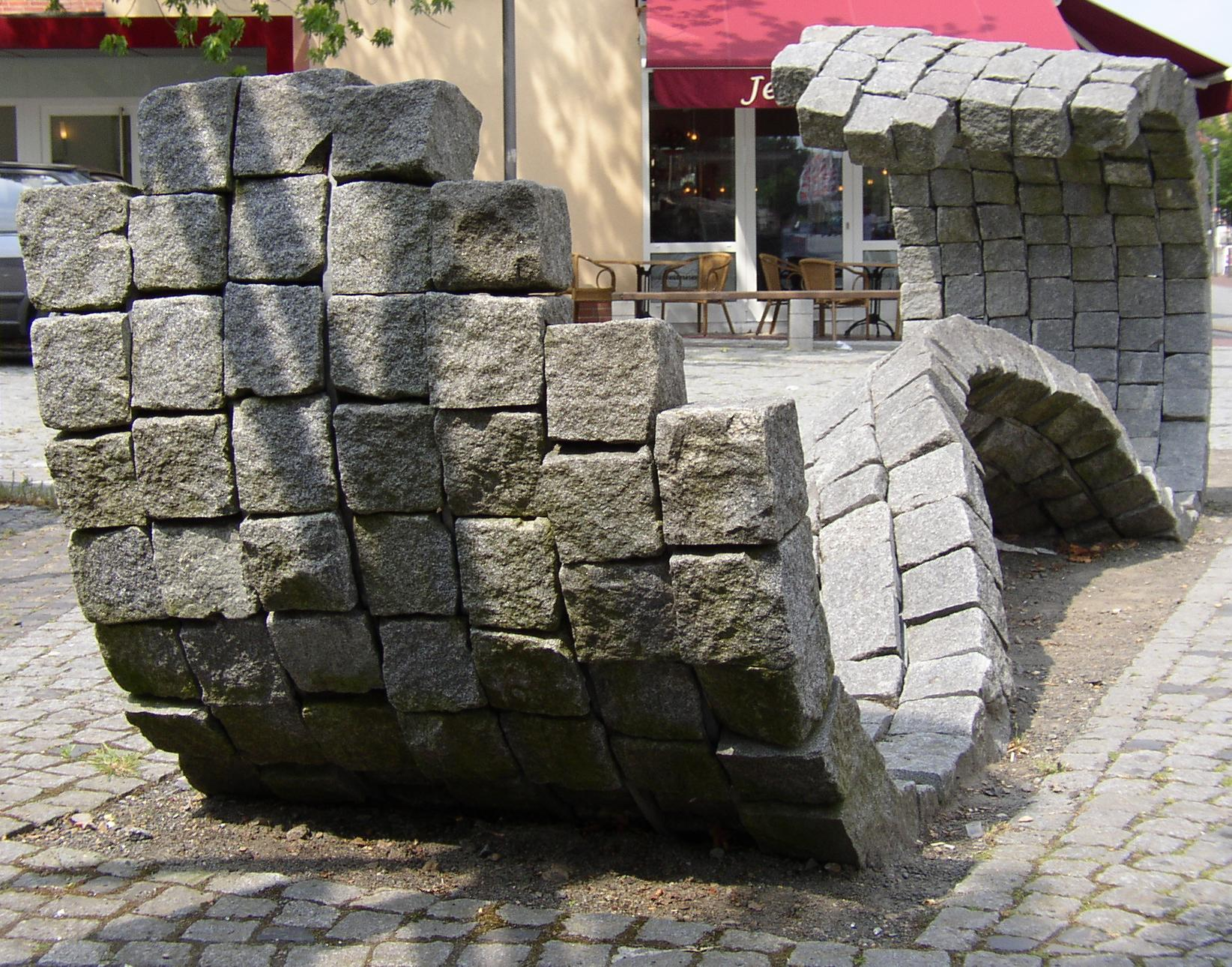
歩行者専用区域にあるマルティナ・ベンツ作「Welle」（波）

### スポーツ
2007年から毎年10月に「ツェーフェン大賞」が開催されている。この競技大会は、ハーフマラソン、10km走、2008年から新設された5km走が行われる。次世代競技者育成のための子供レースもある。スタートとゴールはツェーフェンの歩行者専用区域に設けられる。また、ツェーフェン乗馬クラブやLAVツェーフェンがスポーツの機会を提供している。

## 経済と社会資本

### 地元企業
- MAPA: 日用衛生用品、ベビー用品。
- Nordmilch: 乳製品製造。Milramの商品名でドイツ全土で知られている。
- Lisega AG: パイプ・配管製造。
- SANOVO Eiprodukte GmbH & Co.: 卵およびその加工製品。
- Premium Fleisch AG: 食肉製品。
- ツェーフェン国民銀行
- ローテンブルク＝ブレーマーフェルデ貯蓄銀行

### 交通
連邦道B71号線が、この都市を南北に貫いている。
ツェーフェンは、エルベ＝ヴェーザー鉄道・交通会社によって運営されている貨物路線ローテンブルク (ヴュンメ) - ツェーフェン - ブレーマーフェルデ線（かつてのブレーマーフェルデ - ヴァルスローデ線）およびツェーフェン - ヘースリンゲン - ジッテンゼン - トーシュテット線に面している。かつて後者につながっていたツェーフェンからヴィルシュテットまでの区間については廃止されている。この街にはローテンブルク (ヴュンメ) - ツェーフェン - ブレーマーフェルデ貨物線のツェーフェン（ハン）貨物駅の他、ツェーフェン - ヘースリンゲン - ジッテンゼン - トーシュテット線のツェーフェン南駅とツェーフェン北駅がある。ツェーフェン南駅とツェーフェン（ハン）駅すぐ隣り合っており、軌道がつながっている。
また、ツェーフェンはハンブルク - ブレーメン自転車道にも面している。

### 教育
- 聖ヴィーティ・ギムナジウム
- カール・フリードリヒ・ガウス実科学校
- カール・フリードリヒ・ガウス本課程学校
- 基礎課程学校 2校
- 職業訓練センター Kivinan

### メディア
- ツェーフェンおよびその周辺向けの地方日刊紙には ツェーフェナー・ツァイトゥングがある。
- 旧Deccaナビゲーションシステムの通信アンテナ。現在はディファレンシャルGPS(DGPS)局として用いられている。
- 高さ100mのモバイル通信用アンテナ

### 社会施設
ツェーフェンには、病院グループ Sana Kliniken AG のオステメト・マルティン・ルター病院がある。

## 人物

### 出身者
- ドリス・フィッチェン（1968年 - ）女子サッカー選手。シドニーオリンピック銅メダリスト。
- フィリップ・バルクフレーデ（1989年 - ）サッカー選手。2009年にドイツU-21代表に選出された。

## 引用
1. ↑  Landesamt für Statistik Niedersachsen, LSN-Online Regionaldatenbank, Tabelle A100001G: Fortschreibung des Bevölkerungsstandes, Stand 31. Dezember 2023